# Federalny Sąd Administracyjny (Niemcy)
Federalny Sąd Administracyjny (niem. Bundesverwaltungsgericht, w skrócie BVerwG) – najwyższa niemiecka instancja sądownictwa administracyjnego. Rozpatruje środki odwoławcze od wyroków wyższych sądów administracyjnych i sądów administracyjnych.  Jego siedzibą jest Lipsk.

## Siedziba

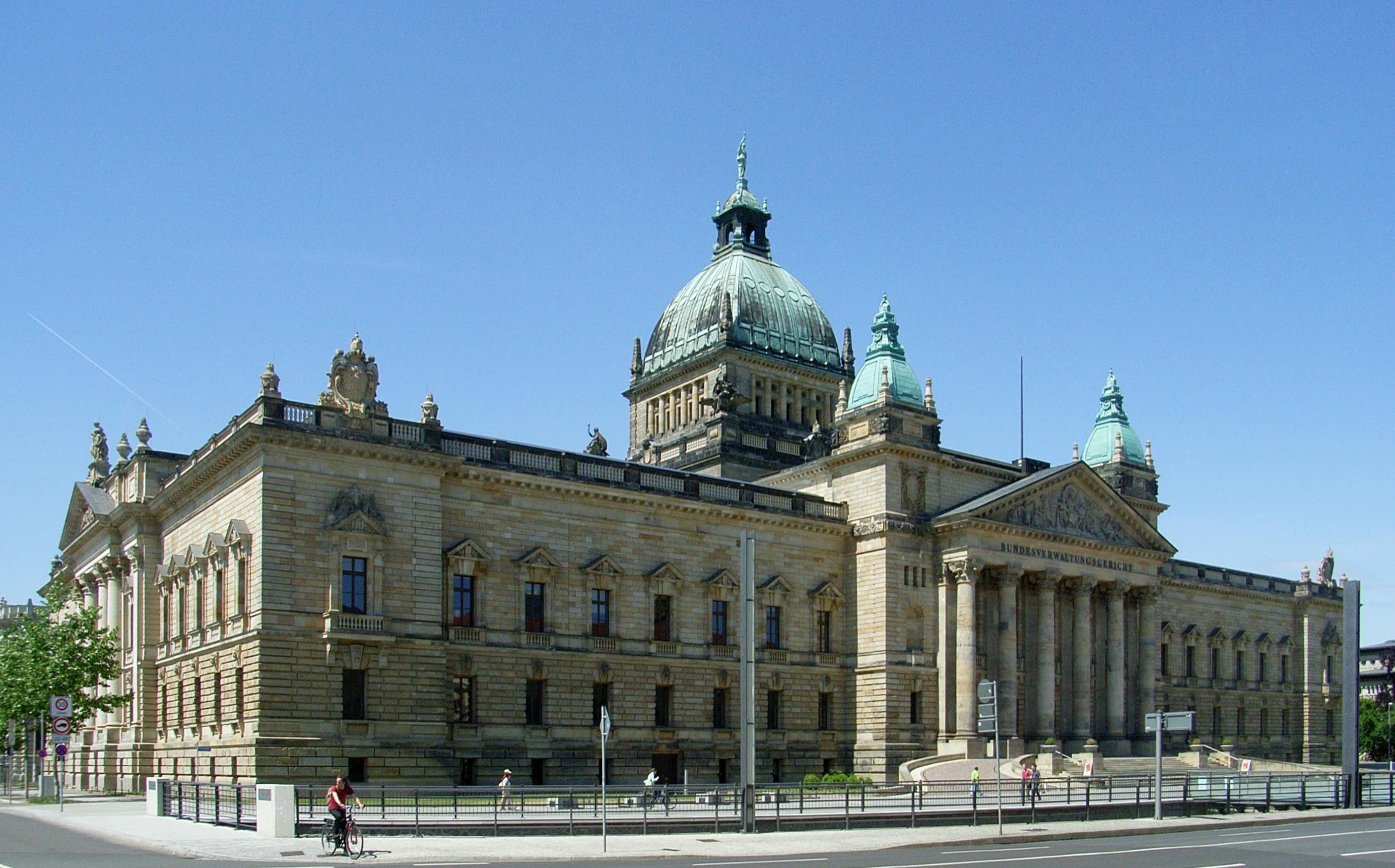
Siedziba Federalnego Sądu Administracyjnego w Lipsku